# Distretto di Los Pozos
Il distretto di Los Pozos è un distretto di Panama nella provincia di Herrera con 7.478 abitanti al censimento 2010

## Geografia antropica

### Suddivisioni amministrative
Il distretto è suddiviso in nove comuni (corregimientos):
- Los Pozos
- El Capurí
- El Calabacito
- El Cedro
- La Arena
- La Pitaloza
- Los Cerritos
- Los Cerros de Paja
- Las Llanas